# ティリアク・オープン
ティリアク・オープン（Țiriac Open）は、ルーマニアのブカレストで開催されているATPツアー250の大会。2010年まではBCRルーマニア・オープンであった。2016年に一度終了し、2017年からハンガリー・オープンに移行。その後2024年から再び開催されている。

## 歴代優勝者

### シングルス
| 年        | 優勝者                       | 準優勝者                     | スコア               |
| --------- | ---------------------------- | ---------------------------- | -------------------- |
| 2025      | フラビオ・コボッリ           | セバスティアン・バエス       | 6-4, 6-4             |
| 2024      | マートン・フチョビッチ       | マリアノ・ナヴォーネ         | 6-4, 7-5             |
| 2023-2017 | 開催中止                     | 開催中止                     | 開催中止             |
| 2016      | フェルナンド・ベルダスコ     | リュカ・プイユ               | 6-3, 6-2             |
| 2015      | ギリェルモ・ガルシア＝ロペス | イジー・ベセリー             | 7-6(7-5), 7-6(13-11) |
| 2014      | グリゴール・ディミトロフ     | ルカシュ・ロソル             | 7-6(7-2), 6-1        |
| 2013      | ルカシュ・ロソル             | ギリェルモ・ガルシア＝ロペス | 6-3, 6-2             |
| 2012      | ジル・シモン                 | ファビオ・フォニーニ         | 6-4, 6-3             |
| 2011      | フロリアン・マイヤー         | パブロ・アンドゥハル         | 6-3, 6-1             |
| 2010      | フアン・イグナシオ・チェラ   | パブロ・アンドゥハル         | 7-5, 6-1             |
| 2009      | アルベルト・モンタニェス     | フアン・モナコ               | 7-6(7-2), 7-6(8-6)   |
| 2008      | ジル・シモン                 | カルロス・モヤ               | 6-3, 6-4             |
| 2007      | ジル・シモン                 | ビクトル・ハネスク           | 4-6, 6-3, 6-2        |
| 2006      | ユルゲン・メルツァー         | フィリッポ・ボランドリ       | 6-1, 7-5             |
| 2005      | フローラン・セラ             | イーゴリ・アンドレエフ       | 6-3, 6-4             |
| 2004      | ホセ・アカスソ               | イーゴリ・アンドレエフ       | 6-3, 6-0             |
| 2003      | ダビド・サンチェス           | ニコラス・マスー             | 6-2, 6-2             |
| 2002      | ダビド・フェレール           | ホセ・アカスソ               | 6-3, 6-2             |
| 2001      | ユーネス・エル・アイナウイ   | アルベルト・モンタニェス     | 7-6(7-5), 7-6(7-2)   |
| 2000      | フアン・バルセルス           | マルクス・ハンチェク         | 6-3, 3-6, 7-6(7-1)   |
| 1999      | アルベルト・マルティン       | カリム・アラミ               | 6-3, 6-2             |
| 1998      | フランシスコ・クラベ         | アルノー・ディ・パスカル     | 6-4, 2-6, 7-5        |
| 1997      | リチャード・フロムバーグ     | アンドレア・ガウデンツィ     | 6-1, 7-6(7-2)        |
| 1996      | アルベルト・ベラサテギ       | カルロス・モヤ               | 6-1, 7-6(7-5)        |
| 1995      | トーマス・ムスター           | ジルバート・シャラー         | 6-4, 6-3             |
| 1994      | フランコ・ダビン             | ゴラン・イワニセビッチ       | 6-2, 6-4             |
| 1993      | ゴラン・イワニセビッチ       | アンドレイ・チェルカソフ     | 6-2, 7-6(7-5)        |

### ダブルス
| 年   | 優勝者                                                | 準優勝者                                                  | スコア                       |
| ---- | ----------------------------------------------------- | --------------------------------------------------------- | ---------------------------- |
| 2016 | フロリン・メルジャ ホリア・テカウ                     | クリス・グッチョーネ アンドレ・サ                         | 7-5, 6-4                     |
| 2015 | マリウス・コピル アドリアン・ウングル                 | ニコラス・モンロー アルチョム・シタック                   | 3-6, 7-5, [17-15]            |
| 2014 | ジャン＝ジュリアン・ロジェ ホリア・テカウ             | マリウシュ・フィルステンベルク マルチン・マトコフスキ     | 6-4, 6-4                     |
| 2013 | マックス・ミルヌイ ホリア・テカウ                     | ルーカス・ドロウヒー オリバー・マラチ                     | 4-6, 6-4, [10-6]             |
| 2012 | ロベルト・リンドステット ホリア・テカウ               | ジェレミー・シャルディー ルカシュ・クボット               | 7-6(7-2), 6-3                |
| 2011 | ダニエレ・ブラッチャーリ ポティート・スタラーチェ     | ユリアン・ノール ダビド・マレーロ                         | 3-6, 6-4, [10-8]             |
| 2010 | フアン・イグナシオ・チェラ ルカシュ・クボット         | マルセル・グラノリェルス サンティアゴ・ベントゥーラ       | 6-2, 5-7, [13-11]            |
| 2009 | フランティシェク・チェルマク ミハル・メルティナク     | ヨハン・ブルンストロム ジャン＝ジュリアン・ロジェ         | 6-2, 6-4                     |
| 2008 | ニコラス・ドビルデ ポール＝アンリ・マチュー           | マリウシュ・フィルステンベルク マルチン・マトコフスキ     | 7-6(7-4), 6-7(9-11), [22-20] |
| 2007 | オリバー・マラチ ミハル・メルティナク                 | マルティン・ガルシア セバスティアン・プリエト             | 7-6(7-2), 7-6(10-8)          |
| 2006 | マリウシュ・フィルステンベルク マルチン・マトコフスキ | マルティン・ガルシア ルイス・オルナ                       | 6-7(5-7), 7-6(7-5), [10-8]   |
| 2005 | ホセ・アカスソ セバスティアン・プリエト               | ビクトル・ハネスク アンドレイ・パベル                     | 6-3, 4-6, 6-3                |
| 2004 | ルーカス・アーノルド・カー マリアノ・フッド           | ホセ・アカスソ オスカル・エルナンデス                     | 7-6(7-5), 6-1                |
| 2003 | カーステン・ブラーシュ サルギス・サルグシアン         | シーモン・アスペリン ジェフ・クッツェー                   | 7-6(9-7), 6-2                |
| 2002 | イェンス・クニプシルト ピーター・ニーボリ             | エミリオ・ベンフェル・アルバレス アンドレス・シュナイテル | 6-3, 6-3                     |
| 2001 | アレクサンダー・キティノフ ヨハン・ランスベリ         | パブロ・アルバノ マルク＝ケビン・ゲルナー                 | 6-4, 6-7(5-7), [10-6]        |
| 2000 | アルベルト・マルティン エヤル・ラン                   | デビン・ボウエン マリアノ・フッド                         | 7-6(7-4), 6-1                |
| 1999 | ルーカス・アーノルド・カー マルティン・ガルシア       | マルク＝ケビン・ゲルナー フランシスコ・モンタナ           | 6-3, 2-6, 6-3                |
| 1998 | アンドレイ・パベル ガブリエル・トリフ                 | ジョルジュ・コサック ディヌ・ペスカリウ                   | 7-6, 7-6                     |
| 1997 | ルイス・ロボ ハビエル・サンチェス                     | ヘンドリク・ヤン・ダーヴィッツ ダニエル・オルサニック     | 7-5, 7-5                     |
| 1996 | ダビド・エシェロット ジェフ・タランゴ                 | デイヴィッド・アダムズ メノ・オースティング               | 7-6, 7-6                     |
| 1995 | マーク・ケイル ジェフ・タランゴ                       | シリル・スーク ダニエル・バチェク                         | 6-4, 7-6                     |
| 1994 | ウェイン・アーサーズ サイモン・ユール                 | ホルディ・アレッセ ホセ・アントニオ・コンデ               | 6-4, 6-4                     |
| 1993 | メノ・オースティング リボル・ピメク                   | ジョルジュ・コサック チプリアン・ペトレ・ポルンブ         | 7-6, 7-6                     |